# Ametrida centurio
Ametrida centurio är en däggdjursart som beskrevs av Gray 1847. Ametrida centurio är ensam i släktet Ametrida som ingår i familjen bladnäsor. IUCN kategoriserar arten globalt som livskraftig. Inga underarter finns listade i Catalogue of Life.
Hannar av denna fladdermus blir i genomsnitt 40 mm långa (huvud och bål) och honor är med genomsnittlig 46,6 mm cirka 17 procent större. Vikten är för hannar ungefär 8 g och för honor 13 g. Svansen finns bara rudimentärt och flygmembranen mellan bakbenen är bra täckt med hår. Arten har en kort och bred nos samt stora ögon och ganska små öron. Hudflikarna vid näsan är inte lika stora som hos närbesläktade bladnäsor. Pälsen har en brun till gråbrun färg med en kännetecknande vit fläck vid axeln.
Utbredningsområdet sträcker sig från centrala Brasilien norrut till Amazonflodens delta och över centrala Colombia och regionen Guyana till Panamakanalen. Arten finns även på ön Trinidad. Ametrida centurio vistas främst i låglandet men når i bergstrakter 2100 meter över havet. Habitatet utgörs av fuktiga skogar och lundar. Individerna äter frukter och dricker troligen nektar.
En upphittad hona var dräktig med en unge.